# Found footage
Found footage (littéralement « enregistrement trouvé » voire « images trouvées ») est un terme anglais qui désigne la récupération de pellicules impressionnées ou de bandes vidéos dans le but de fabriquer un autre film.
On parle alors de « réemploi » (en anglais : reappropriation), de « recyclage » ou de « détournement » de matériaux vidéos. Ces techniques sont notamment utilisées dans le cinéma expérimental et le documentaire.
L'expression désigne également un sous-genre du cinéma fantastique, popularisé en 1999 par le film Le Projet Blair Witch. Ce sous-genre est en effet caractérisé par le supposé réemploi d'un film trouvé, lequel est en fait fictif. Ce type de mise en scène est également utilisé dans d'autres genres comme la comédie.

## Dans le cinéma d'avant-garde
Dans le cinéma d'avant-garde[Quoi ?], le found footage est une pratique artistique expérimentale consistant à récupérer et réutiliser des images préexistantes, souvent issues de films anciens, de documentaires ou de séquences trouvées sur Internet, pour créer une nouvelle œuvre dotée d'un contexte et d'un montage différents[évasif]. Cette approche[Quoi ?] permet de donner un nouveau sens[évasif] aux images originales en les décontextualisant et en les détournant[pas clair], pour susciter une réflexion sur leur rôle, leur sens ou leur histoire. Parfois considéré comme un « art pauvre » en raison de l'absence de budget ou de tournage nécessaire, le found footage soulève également des questions éthiques liées à l'appropriation et au respect des œuvres originales[évasif].
Le found footage peut être qualifié d'expérimental en raison de ses approches innovantes et non conventionnelles du montage, de la narration et de la création de sens[évasif], souvent explorées par des artistes et cinéastes d'avant-garde[Qui ?]. Il s'inscrit dans une tradition artistique comparable au centon, en littérature, et à la spolia en architecture, consistant à réemployer des matériaux existants pour créer de nouvelles œuvres. Utilisé dans le cinéma expérimental depuis le lettrisme, en France, il a été popularisé par des œuvres comme le Traité de bave et d'éternité, d'Isidore Isou (1951), et A Movie de Bruce Conner aux États-Unis (1958). 
Certaines formes de détournements ont une ampleur politique et peuvent prêter à confusion, agrégeant des formes de théorie du complot.

### Cinéastes d'avant-garde qui utilisent cette technique
- Martin Arnold
- Frank Beauvais
- Yann Beauvais
- Dietmar Brehm[3]
- Frans Buyens
- Pierre Carles
- Abigail Child[4]
- Bruce Conner
- Joseph Cornell
- Gustav Deutsch
- Frédérique Devaux
- Guy Debord
- Peter Delpeut
- Paolo Gioli
- Barbara Hammer
- Birgit Hein[5]
- Isidore Isou
- Ken Jacobs
- Peter Kubelka
- Maurice Lemaître
- Mara Mattuschka
- Bill Morrison
- Matthias Müller[6]
- Pier Paolo Pasolini
- Henri Storck
- Peter Tscherkassky
- Johanna Vaude

## Dans le cinéma fantastique
Des fictions utilisent aussi dans leur narration de faux films de found footage. Les prémices remontent au moins aux années 1960-1970 avec les films de Peter Watkins (La Bombe, Punishment Park...) ainsi qu'à Cannibal Holocaust de Ruggero Deodato en ce qui concerne l'horreur, mais le found footage fictionnel a été popularisé par le succès du Projet Blair Witch en 1999, avant de connaître un net regain de notoriété à la fin des années 2000, avec des films comme REC (2007), Cloverfield (2008) ou Paranormal Activity (2009), qui ont ouvert la voie à la première véritable vague de films du genre.
Par la suite, le found footage devient un sous-genre à part entière du film fantastique et d'horreur, explorant diverses figures telles que les zombies (Chronique des morts-vivants), les possessions démoniaques (Devil Inside, Noroi), les sectes (The Sacrament), les tueurs en série (Creep), les extraterrestres (Hangar 10), les créatures légendaires comme le bigfoot ou le troll (Willow Creek, The Troll Hunter), et les dinosaures (The Dinosaur Project).
À partir de 2014, avec le film Unfriended du réalisateur géorgien-russe Levan Gabriadze, se développe le film d'écran (screenlife en anglais), qualifié de « found footage 2.0 » par le magazine Variety. Ces films, tels que Deadstream ou Host, s'affranchissent de l'utilisation de caméras vidéo traditionnelles, et se déroulent entièrement sur des écrans d'ordinateur ou de téléphone portable.

## Extension de la technique à d'autres genres
À partir de la fin des années 2000, le found footage est étendu à divers genres cinématographiques autres que fantastique, allant de la science-fiction (District 9, Europa Report) aux super-héros (Chronicle), en passant par le polar (End of Watch) et la comédie (Projet X, Babysitting). La technique est aussi exploitée dans la parodie (Ghost Bastards - Putain de fantôme), le film catastrophe (Black Storm), et le film d'aventures familial (Echo).

## Caractéristiques
Souvent spécifique à l'horreur,, il consiste à présenter une partie ou la totalité d'un film comme étant un enregistrement vidéo authentique, la plupart du temps filmé par les protagonistes de l'histoire,.
Ce genre se caractérise par ses images prises sur le vif, par sa caméra faisant intégralement partie de l'action et par sa qualité visuelle et sonore volontairement dégradées.
Selon une analyse de 500 films réalisée par le site spécialisé Found Footage Critic, le genre utilise généralement une ou plusieurs des six techniques cinématographiques suivantes : la vue à la première personne, le faux documentaire, le documentaire parodique, les images d'actualité de type reportage, les images de vidéosurveillance ou le film d'écran.

### Un cadre de référence «film amateur»
Les productions found footage prennent l'apparence d'images amateur, au moyen de différentes techniques de tournage :
- caméra en mouvement permanent, le film étant tourné « caméra à l'épaule », par opposition aux films traditionnels qui alternent des plans fixes ou au mouvement contrôlés (zoom, travelling…) La transition entre les types de plans est dictée par les mouvements de la caméra et non par un changement de prise de vue. La mise en scène est présentée comme improvisée par les protagonistes, en revanche il est admis que le montage des différentes séquences puisse avoir été fait a posteriori, lorsque le film brut a été retrouvé.
- présence de flous de bougé, dû aux mouvements de caméra ;
- surexposition et sous-exposition du film ;
- imprécision de la mise au point ;
- présence d'un code temporel dans l’un des coins de l’image ;
- zooms intempestifs ;
- cadrage aléatoire ;
- taches sur l’objectif ;
- obstruction de la vision par un avant-plan envahissant ;
- arrêts brusques de la prise de vues ;
- bruits parasites occasionnés par la manipulation de la caméra.

Outre ces techniques, la qualité de l'image peut aussi être dégradée volontairement. En particulier, le transfert sur pellicule 35mm ou dans des formats numériques destinés à la projection en salle ou à la commercialisation, d'images filmées au préalable dans des formats substandards (16mm ou vidéo amateur tel que le Hi-8), contribue à l'esthétique « sale » qui renforce le malaise chez le spectateur.

### Effets secondaires chez certains spectateurs

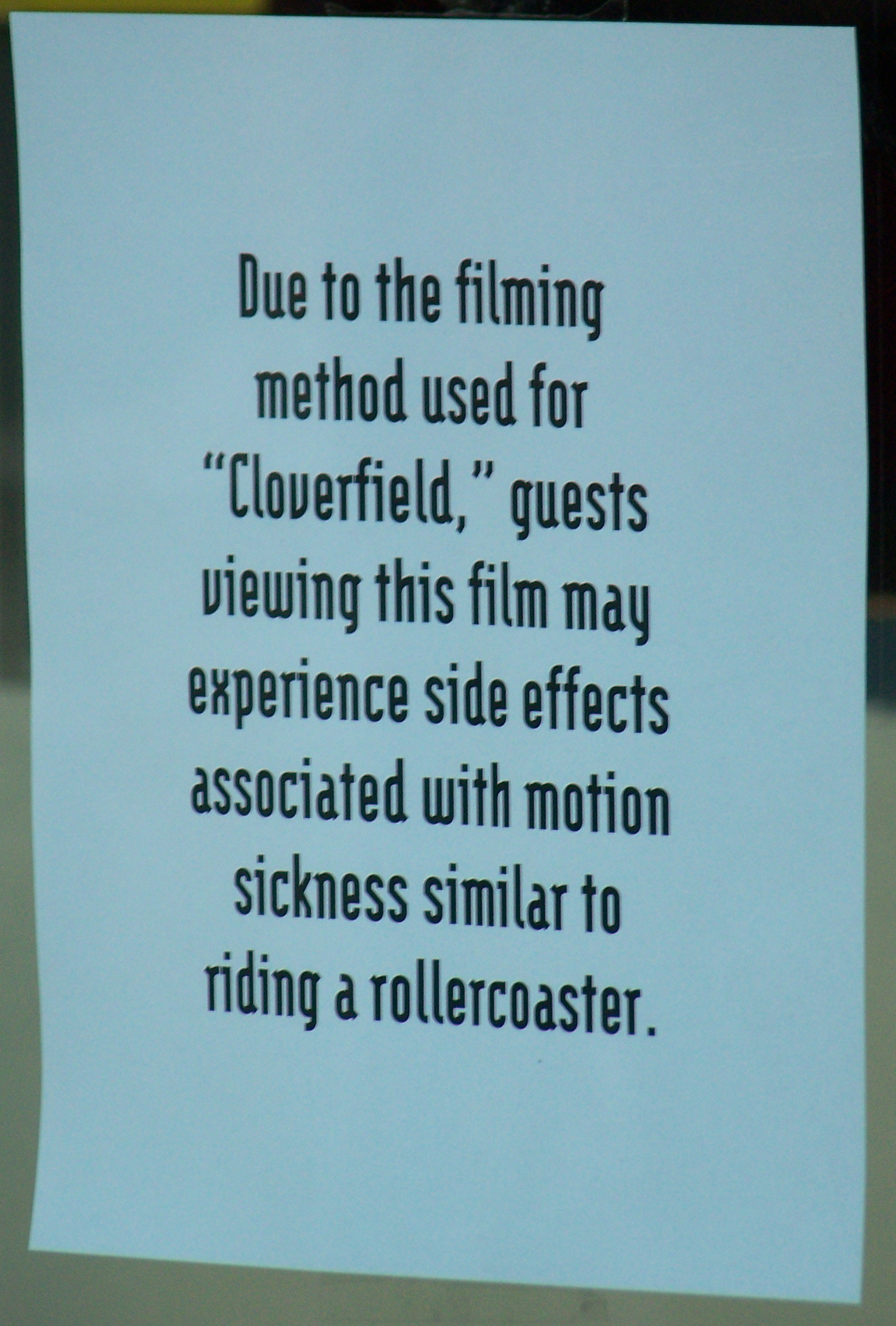
Avertissement à l’entrée d’un cinéma AMC sur les éventuels effets secondaires provoqués par le film Cloverfield.

Avec Le Projet Blair Witch, on se rend compte que le style particulier de tournage des films « found footage » provoque chez certains spectateurs des symptômes semblables au mal des transports (cinétose due aux films et autres vidéos),.
On parle aussi de shaky camera (en) (littéralement la « caméra qui tremble » quand celle-ci est portée sur l'épaule et remuée pour donner une illusion de mouvement ou d'action). Le cinéaste Paul Greengrass est devenu un militant le plus fervent de cette tendance, comme on peut le voir dès 2002 dans son film Bloody Sunday.
Pour le film Cloverfield en 2008, les cinémas américains AMC Theatres installent des affiches à l'entrée des salles de cinéma pour mettre en garde les spectateurs contre ces effets secondaires éventuels provoqués par le film,.

## Un modèle économique à bas coût très lucratif
Le coût de production des films found footage est très faible, d’où une rentabilité élevée en cas de succès public,. Ainsi, Le Projet Blair Witch rapporte presque 250 millions de dollars dans le monde pour un budget initial d'environ 25 000 dollars,. Plus récemment, Paranormal Activity réalise des bénéfices de 200 millions de dollars pour un budget initial de 15 000 dollars. Les sommes économisées au moment du tournage permettent un budget plus important pour la promotion des films.

### Liste des meilleurs résultats au box-office mondial
| Rang | Année | Film                  | Distribution | Budget de production | Recettes        |
| ---- | ----- | --------------------- | ------------ | -------------------- | --------------- |
| 1    | 1999  | Le Projet Blair Witch | Artisan      | 60 000 US$           | 248 600 000 US$ |
| 2    | 2011  | Paranormal Activity 3 | Paramount    | 5 000 000 US$        | 207 000 000 US$ |
| 3    | 2009  | Paranormal Activity   | Paramount    | 15 000 US$           | 193 400 000 US$ |
| 4    | 2010  | Paranormal Activity 2 | Paramount    | 3 000 000 US$        | 177 500 000 US$ |
| 5    | 2008  | Cloverfield           | Paramount    | 25 000 000 US$       | 170 800 000 US$ |
| 6    | 2014  | Black Storm           | Warner       | 50 000 000 US$       | 161 700 000 US$ |
| 7    | 2012  | Paranormal Activity 4 | Paramount    | 5 000 000 US$        | 142 800 000 US$ |
| 8    | 2012  | Chronicle             | Fox          | 12 000 000 US$       | 126 600 000 US$ |
| 9    | 2012  | Projet X              | Warner       | 12 000 000 US$       | 102 700 000 US$ |
| 10   | 2012  | Devil Inside          | Paramount    | 1 000 000 US$        | 101 800 000 US$ |